# Konrad Kędzierzawy

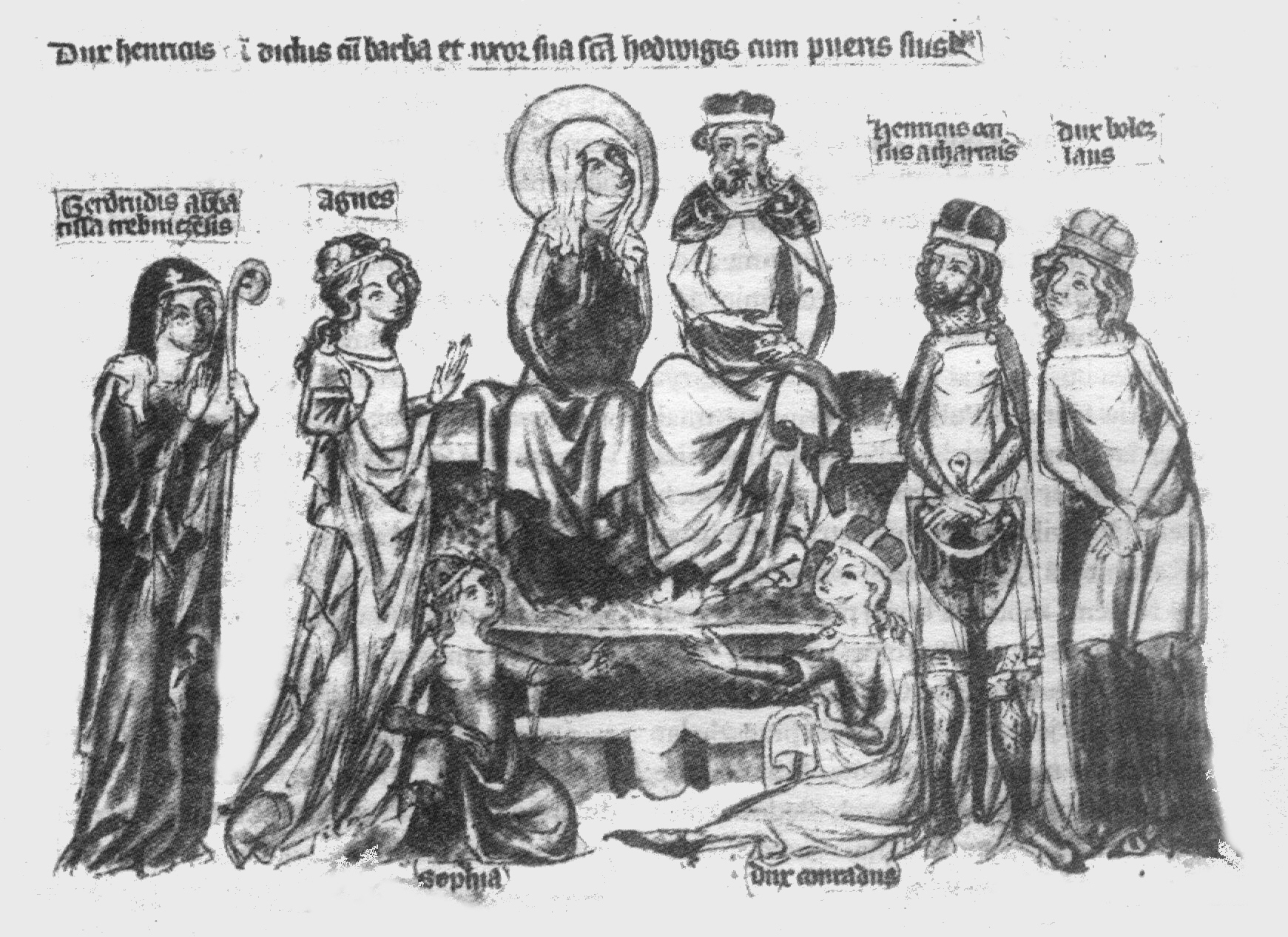
Henryk Brodaty z rodziną,
Konrad siedzi z prawej strony

Konrad Kędzierzawy (ur. 1191/1198, zm. 4 lub 5 listopada 1213) – książę śląski, drugi syn Henryka Brodatego i św. Jadwigi.
Po śmierci w 1208 r. starszego brata Bolesława stał się dziedzicem Śląska. Zmarł podczas  polowania pod Tarnowem w okolicach Głogowa, w wyniku nieszczęśliwego upadku z konia. Został pochowany w kościele klasztoru cysterek w Trzebnicy, którego opatką była wówczas jego siostra Gertruda.
Książę Konrad był przez stulecia bohaterem pierwszego domniemanego konfliktu narodowościowego pomiędzy Polakami i Niemcami na Śląsku. Według anonimowego śląskiego zakonnika, autora Kroniki polsko-śląskiej z przełomu XIII i XIV w., Henryk Brodaty zamierzał pominąć Konrada i ustanowić swym dziedzicem młodszego syna, Henryka Pobożnego. Wywołało to niesnaski pomiędzy braćmi, które przerodziły się w otwarty konflikt przy biernej postawie rodziców. Konrada mieli wspierać w tym sporze Polacy, a Henryka Niemcy. W rezultacie miało dojść do wojny domowej zakończonej bitwą pod Studnicą koło Legnicy w 1213 r., w której Niemcy pod przywództwem Henryka pokonali Polaków z Konradem na czele. Autor kroniki sugeruje, że rychły, śmiertelny wypadek Konrada, nie był dziełem przypadku.
Informacje kronikarza były przyjmowane za pewnik, a w XIX i w początkach XX w. książę Konrad stał się polskim bohaterem narodowym. Starsza historiografia uznawała bitwę pod Studnicą za przełomowe dla polskości Śląska wydarzenie. Śląski pisarz Jan Nikodem Jaroń wydał w 1920 r. dramat  pod tytułem: Konrad Kędzierzawy. Dramat śląski z początku XIII wieku w pięciu aktach, wystawiony w 1928 r. przez Leona Schillera. Jako obrońcę polskości przedstawiła księcia Zofia Kossak w powieści Legnickie Pole (1930). Antagonista Konrada, Henryk Pobożny,  był uznawany za propagatora niemczyzny.
Dopiero współcześni badacze podważyli wiarygodność przekazu kronikarza, kwestionując na podstawie badań prawdopodobieństwo konfliktów narodowościowych na Śląsku w początkach XIII w., a wreszcie samą bitwę pod Studnicą i głęboki spór w rodzinie książęcej, uznając opowieść za fikcyjną, wymyśloną  w celu wyjaśnienia początków obserwowanych przez autora procesów narodowościowych i waśni Piastów śląskich.

## Genealogia
| 4. Bolesław I Wysoki zm. 1201 |  |                              |  |  |                                |
|                               |  | 2. Henryk I Brodaty zm. 1238 |  |  |                                |
| 5. Krystyna zm. ok. 1206      |  |                              |  |  |                                |
|                               |  |                              |  |  | 1. Konrad Kędzierzawy zm. 1213 |
| 6. Bertold IV zm. 1204        |  |                              |  |  |                                |
|                               |  | 3. Jadwiga Śląska zm. 1243   |  |  |                                |
| 7. Agnieszka von Rochlitz     |  |                              |  |  |                                |
|                               |  |                              |  |  |                                |